# Georges Passerieu
Georges Passerieu (Londres, Anglaterra, 18 de novembre de 1885 - Peray, País del Loira, 5 de maig de 1928) va ser un ciclista francès que va córrer durant els primers anys del segle xx, fins que la Primera Guerra Mundial l'obligà a deixar-ho.
En el seu palmarès destaquen set etapes del Tour de França i la París-Roubaix de 1907.

## Palmarès
- 1906
  - Vencedor de 2 etapes al Tour de França
- 1907
  - 1r de la París-Roubaix
  - 1r de la París-Tours
  - Vencedor de 2 etapes al Tour de França
- 1908
  - 1r de la París-Douai
  - Vencedor de 3 etapes al Tour de França
- 1909
  - 1r de la París-Dijon

### Resultats al Tour de França
- 1906. 2n de la classificació general. Vencedor de 2 etapes
- 1907. 4t de la classificació general. Vencedor de 2 etapes
- 1908. 3r de la classificació general. Vencedor de 3 etapes
- 1911. Abandona (2a etapa)
- 1913. Abandona (2a etapa)
- 1914. Abandona (3a etapa)